# Gabriele Bucci
Gabriele Bucci (detto anche Gabriele da Carmagnola) (Carmagnola, 1430 – Carmagnola, 1497) è stato un religioso italiano.

## Biografia
Frate agostiniano, fu discepolo dell'umanista Paracleto Malvezzi da Corneto. Si laureò a Padova il 19 gennaio 1464, fu Padre Provinciale di Lombardia nel 1471, Priore di Sant'Agostino di Pavia nel 1479 e infine Superiore nel Convento di Sant'Agostino di Carmagnola.).
Scrisse il "Memoriale Quadripartitum", opera dedicata all'origine e allo sviluppo della città di Carmagnola e alla nascita del Convento di Sant'Agostino che contiene i suoi sermoni e le sue orazioni funebri in onore di illustri personaggi di quella città.  Come dice di lui Nicola Ghietti: <<Oltre a fornirci preziose notizie sulla nascita della nostra città (le prime e più autentiche) e sulla sua vita, l'autore, attraverso i sermoni e le orazioni funebri, dipinge un bellissimo affresco della società e dell'ambiente dell'epoca. Emerge dall'opera come questo frate fosse uomo di alta erudizione, stimato, ai suoi tempi, "summus princeps theologorum" e novello Agostino>>.
L'idea di scrivere il "Memoriale Quadripartitum" venne al Bucci quando fu accolto nel 1480  dai sindaci di Carmagnola Giovanni Granetto e Manfrino Ternavasio che lo accompagnarono a visitare le nuove opere di fortificazione della città.  I due sindaci provenivano infatti dalla stessa famiglia dei "Granetti" che aveva con i Carmagnola e i Lovencito fondato i quattro "hospitia militum" che vennero nominati in un atto storico molto importante per Carmagnola: la sentenza del Marchese Manfredo IV di Saluzzo del 23 agosto 1312. In tale sentenza il Marchese formalizzava la nascita e le regole del Consiglio Comunale con quattro sindaci, due di parte nobile e due di parte popolare.  Oltre alle questioni riguardanti il Consiglio Comunale nel libro si narrano i fatti più importanti avvenuti a Carmagnola: la devastazione della città da parte del re di Napoli Roberto d'Angiò, ai tempi di Tommaso II di Saluzzo (1340-1357), la donazione di Saluzzo e del marchesato da parte di Federico II di Saluzzo (1335-1396) al Delfino di Francia, i rapporti di Francesco Bussone con Tommaso III di Saluzzo e con il banchiere Oddino Granetto, la rinuncia di Ludovico I di Saluzzo (1416-1475)  ad investire suo figlio con il titolo di Conte di Carmagnola con giuramento al Re di Francia e infine le lodi per le seconde nozze di  Ludovico II di Saluzzo (1475-1504) con Margherita di Foix. Il libro del Bucci fu regalato dall'autore a Giovanni Granetto che lo donò al notaio Teodoro Cavassa marito di sua nipote Bianca Granetto.  Dopo una lunga parentesi passò a Filippo Bucci, poeta e giurista, parente dello scrittore. Al principio del secolo XVII il prezioso incunabulo appartenne all'arciprete Benzi a Pianezza che lo lasciò ai frati agostiniani di S. Pancrazio. Divenne poi proprietà del conte Felice Durando Villa. Nel 1812 fu acquistato dall'università di Torino e nel 1911 Faustino Curlo ne curò la pubblicazione a cura della Società Storica Subalpina.